# La fantarca (romanzo)
La fantarca è un romanzo satirico e fantascientifico di Giuseppe Berto, pubblicato nel 1965.

## Trama
Nell'anno 2160, per porre una definitiva soluzione alla trisecolare questione meridionale, vennero imbarcati gli ultimi 1 347 abitanti del Meridione d'Italia sull'astronave Speranza n. 5, con destinazione Saturno. La partenza avveniva dall'astroporto di Vibo Valentia, sito a Capo Vaticano e la spedizione era condotta dal capitano Francesco Torchiaro, detto Ciccio o don Ciccio.
La Terra era a quel tempo divisa in due emisferi separati da una doppia muraglia a guisa di meridiano: nella parte occidentale il comando era affidato a una macchina superiore chiamata Triangolo, mentre a oriente dominava una macchina identica in tutto salvo che per la forma, un quadrato. Lasciando l'emisfero occidentale, gli occupanti della Speranza n. 5 ogni pochi istanti venivano raggiunti da messaggi sull'infallibilità del triangolo e sulla statistica che ha sempre ragione. Confortati da una preparazione a base di psicofarmaci, si imbarcarono tutti portando con sé cibi, vino, animali piccoli e grandi. Solo un giovane e un ragazzetto, Agostino e Serafino, portarono una bellissima fisarmonica, un tamburello, due gatti, un cane e una gazza.
Il capitano don Ciccio sapeva di guidare una vecchia carcassa e disperava di raggiungere una mèta qualsiasi; lo stesso pensava il personale rimasto a terra. Ma quando il conto alla rovescia stava per terminare, due clandestini vi si intrufolarono: una gazza, che andò da Serafino, e una donna, la signora Esterina vedova Ravasi, che non volle lasciare il capitano. Esterina era settentrionale di Brescia (chiamata un tempo la leonessa d'Italia) e non aveva diritto all'espatrio, ma don Ciccio, indispettito contro il suo secondo, Luigi Lopresti, decise di nominarla segretaria con il grado di sergente maggiore.
Le traversie del decollo portarono l'astronave a temperature insopportabili. In questo inferno nacque il primo bambino, subito battezzato con il nome di Francesco; il tenente medico, donna Giuseppina Safò dei Papaglioni, sollecita, ricoverò madre e bimbo nell'infermeria e si disinteressò, o quasi, delle beghe della cabina di comando. Fu così che, sei giorni dopo, ancora nell'atmosfera terrestre, i due ufficiali Lopresti e Caroniti pretesero il comando collettivo e la situazione divenne complessa: contando sui tecnici Mongrassano e Giannone, il capitano don Ciccio non aveva una maggioranza di sottoposti, se non si univa a lui la Safò di Papaglioni.
In questo assurdo clima, maturò il matrimonio tra don Ciccio ed Esterina, che convinse la Papaglioni ad affiancare il capitano, per altro potenziale vittima di un attentato di Lopresti e Caroniti. Il matrimonio avvenne durante una riunione, a cura di don Nicolò che, per rilassarsi, chiese di guardare dal finestrino della cabina di comando. Il buon parroco vide una scena apocalittica, nella quale due barriere a forma di meridiano, una rossa e una bianca, si affrontavano all'altezza della divisione mondiale.  Seguirono numerosi scossoni, mentre a terra tutto si disintegrava e si estingueva nel furore dell'energia letale lanciata dai due blocchi.
La Terra era in apparenza fermata, ma avvicinandosi si capiva che ogni luogo era pieno di cadaveri. Unica presumibile eccezione, il Meridione d'Italia, sgomberato da tutti gli abitanti. Fu lì che don Ciccio decise di dirigere l'astronave e, dopo varie peripezie, salvataggi con intervento di divinità, preci collettive e assoluzione in articulo mortis, impose la sua volontà al resto dell'equipaggio. Ancora una volta Lopresti e Caroniti tramarono ai suoi danni, perché volevano scendere a Parigi; finirono chiusi in una stiva priva di gravità.
Don Ciccio ed Esterina si godettero una vista della Terra dall'alto, visitando le Americhe, il Pacifico, il Polo Nord, Parigi stessa. L'arrivo a Capo Vaticano fu felice e fortunato: tutti i passeggeri, guidati dalla fisarmonica di Agostino e dal tamburello di Serafino si diedero alle danze finché, scorta una bellissima ragazza, Agostino cedette al piccolo amico la fisarmonica e le si avvicinò. Era Pamela Majerà, innamorata di lui, ma salita sull'astronave sommersa dal grasso. L'altissima calura patita e la disidratazione l'avevano portata alle sue dimensioni reali e Agostino capì che non voleva alcun'altra fanciulla che lei.
Pochi giorni dopo, Lopresti e Caroniti fuggirono al nord, insieme ad altri uomini e donne dell'equipaggio e con alcuni animali rubati. Don Ciccio non volle perseguirli e da allora si godette mare, cielo, amore, con gli ex passeggeri felici del ritorno. Le generazioni passarono e il relitto della Speranza n. 5 divenne oggetto di culto, finché nessuno ricordò più la storia originaria. Ma, passati cento secoli, già un tale a Creta meditava di appiccicarsi due ali per salire al cielo, secondo la teoria dei ritorni nella storia dell'Umanità.

## Personaggi
Addetti all'astronave
- Francesco Torchiaro detto don Ciccio, capitano dell'astronave Speranza n. 5.
- Luigi Lopresti, tenente, vice comandante dell'astronave.
- Andrea Caroniti, tenente, responsabile della statistica, anzi detto nel libro lo statistico.
- Ignazio Mongrassano, capitano, addetto alla manutenzione di macchinari, impianti, ecc.
- Marco Giannone, tenente anziano, pacioso e pacatissimo.
- Giuseppina Safò di Papaglioni, tenente medico, gentildonna di 63 anni.
- Esterina Buselli, vedova Ravasi, assistente di don Ciccio.

Passeggeri:
- Don Nicolò, cappellano della spedizione.
- Ciccillo (Francesco), primo e unico nato all'interno dell'astronave, sotto la protezione del tenente medico, che regola i suoi impegni in base agli orari delle poppate e ha deciso di essergli nonna.
- Pamela Majerà bella ragazza, costretta dal padre a diventare una botte di 96 chili.
- Agostino, tipo allegro e un po' matto, suona la fisarmonica con qualsiasi temperatura, ma non si accorge che Pamela è innamorata di lui.
- Serafino, di undici anni, è sempre con Agostino, perché la sua famiglia era stata espatriata otto anni prima, ma lui era rimasto per errore al paese. Suona il tamburello e a volte la fisarmonica.

Animali:
- Asini, mucche, maiali, capre, conigli, galline, ricci, cani.
- Bettina, gazza di Serafino, che ha anche un cane e due gatti (Aurora e Tramonto).
- Pasqualino, gazza clandestina sull'astronave, adottata da Serafino.

Ogni passeggero può portare con sé il corrispettivo del proprio peso in beni di suo gradimento (animali, viveri, risorse); perciò il padre di Pamela ha costretto sé e i famigliari a raggiungere un peso spropositato, per imbarcare undici quintali di sale.

## Opere derivate
Dal romanzo è stata tratta un'opera musicale televisiva, La Fantarca, su libretto di Giuseppe Berto e Pier Benedetto Bertoli, musica di Roman Vlad. L'opera è stata trasmessa il 14 marzo 1966 dalla RAI, diretta da Vittorio Cottafavi, con la partecipazione di Lino Puglisi, Iolanda Meneguzzer, Laura Zannini, Alvinio Misciano, Otello Profazio.

## Edizioni
- Giuseppe Berto, La fantarca, undici tavole a china di Herbert H. Pagani, Rizzoli, Milano 1965.
- Giuseppe Berto, La fantarca, edizione per la scuola a cura di Maria Luisa Spaziani, Rizzoli, Milano 1968.
- Giuseppe Berto, La fantarca, a cura di Maria Luisa Spaziani, Rizzoli, Milano 1973.
- Giuseppe Berto, La fantarca, a cura di Fabrizio Bagatti, Sansoni Editore, Nuova S.p.A., Firenze 1985.
- Giuseppe Berto, La fantarca, prefazione di Giuseppe Lupo, BUR, Milano 2014.